# 秋山好古
秋山好古（1859年2月9日—1930年11月4日）是大日本帝国陆军大将。从二位勋一等功二级。幼名信三郎。在日本海海战中担任参谋的秋山真之是他的弟弟。

## 生平

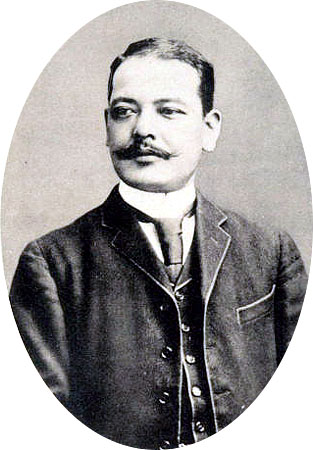
秋山好古

- 1859年：出生于伊予国松山城（现在爱媛县歩行町）是松山藩藩士秋山久敬第三个儿子，名字来自于《论语》中的“信而好古”。母亲是贞。秋山家只不过比足轻稍微好一点，是俸禄只有10石的下层武士。小时候进入藩校明教馆念书。为了养家一边以天保钱一枚（100文[1]）的薪水在钱汤（大众浴池）打工一边读书。
- 1875年：参加大阪师范学校入学考试。
- 1876年：从大阪师范学校毕业。在大阪府北河内（寝屋川市堀沟）58番小学校（寝屋川市立南小学校）和名古屋师范学校附属小学校任教
- 1877年：進入陆军士官学校。
- 1879年：从陆军士官学校毕业。任陆军骑兵少尉。
- 1883年：任陆军骑兵中尉。进陆军大学校第一期学习班。
- 1886年：任陆军骑兵大尉。
- 1887年：作为久松定谟辅助留学法国圣西尔军校学习骑兵战术。
- 1892年：任陆军骑兵少佐。
- 1893年：担任骑兵第1大队大队长。和佐久间多美子结婚。
- 1894年：参加日清战争。
- 1895年：任陆军骑兵中佐。
- 1896年：3月24日升为正六位。[2]
- 1897年：任陆军骑兵大佐。
- 1901年：任日本清国驻屯军守卫队司令官。
- 1904年：在日俄战争中担任骑兵第1旅团旅团长[註 1]，隶属第2军，在沙河会战，黑沟台会战，奉天会战运用骑兵战术和俄军作战，曾在日俄战争中击败号称世界最强的哥萨克骑兵。秋山支队中永沼敢死队在俄军后方活动的故事后被改编成小说『敌后纵横三百里』。
- 1909年：任陆军中将。
- 1915年：近卫师团长。
- 1916年：任陆军大将。
- 1920年：任陆军教育总监。
- 1923年：编入预备役。
- 1924年：应本人愿望担任北予中学校（现在爱媛县立松山北高等学校）校长。
- 1930年：因病辞去校长职务。由于糖尿病引发心肌梗塞在东京陆军军医学校去世。享年71岁。墓所在松山市鹭谷墓地。

## 著作
- 『本邦骑兵用兵论』

## 後代
好古曾孫秋山純一服役於陸上自衛隊。

## 注脚
1. ↑  名义上是骑兵，实际还混编有步兵和炮兵合称秋山支队，内有支队主力，三岳支队，丰边支队，种田支队4个部分构成。

## 索引
1. ↑  明治維新後相当于新钱8厘。『新訂 貨幣手帳』／株式会社ボナンザ／1982年→同書・pp150-151、p178。
2. ↑  .   [2014-01-17]. （原始内容存档于2020-04-19）.